# Helictopleurus villiersi
Helictopleurus villiersi är en skalbaggsart som beskrevs av Renaud Maurice Adrien Paulian och Yves Cambefort 1984. Helictopleurus villiersi ingår i släktet Helictopleurus och familjen bladhorningar. Inga underarter finns listade i Catalogue of Life.